# Johan Fredrik Kjellén
Johan Fredrik Kjellén, född 23 maj 1881 i Kvistbro församling, Örebro län, död 5 februari 1959 i Möklinta församling, Västmanlands län, var en svensk lantbrukare och riksdagsman. 
Kjellén var ledamot av riksdagens första kammare från 1919, invald i Jönköpings läns valkrets. 

### Trycka källor
- Sveriges dödbok 1947-2006, (Cd-Rom), Sveriges Släktforskarförbund